# Grace Anna Coolidge
Grace Anna Goodhue Coolidge (Burlington, 3 gennaio 1879 – Plymouth, 8 luglio 1957) è stata una first lady statunitense, moglie di Calvin Coolidge, 30° presidente degli Stati Uniti d'America dal 1923 al 1929.

## Biografia
Unica figlia dell'ingegnere meccanico Andrew Issaclar Goodhue (1848-1923) e di Lemira Barrett Goodhue (1849-1929), Grace conobbe Calvin Coolidge, suo futuro marito, nel 1903, ma la proposta di fidanzamento ufficiale arrivò solo nel 1905. Al matrimonio si oppose fortemente la madre di Grace, al punto che Coolidge non ebbe mai più buoni rapporti con la suocera. Il 4 ottobre 1905 Coolidge sposò Grace Goodhue, all'epoca ventiseienne. La coppia ebbe due figli John Coolidge (1906-2000) e Calvin Coolidge, Jr. (1908-1924). Con la sua presenza ed il suo carattere Grace fu di fondamentale importanza nella scalata politica del marito.
Dopo la morte di Warren Gamaliel Harding, Calvin Coolidge diventò il nuovo presidente degli Stati Uniti d'America, ed insieme alla famiglia si trasferì alla Casa Bianca. Grace fu una impeccabile padrona di casa. Il momento più importante della sua vita sociale alla Casa Bianca fu sicuramente il festeggiamento per Charles Lindbergh, dopo il suo volo transatlantico nel 1927. I Coolidge furono una coppia particolarmente affiatata, benché il presidente non discusse mai con lei questioni di stato. Lei non sapeva neppure che il presidente non si sarebbe ricandidato per il mandato successivo, fino a quando come tutti non lo seppe tramite la conferenza stampa del 1928.
Grace Cooldige ricevette una medaglia d'oro dal National Institute of Social Science e nel 1931 fu votata in un sondaggio come una delle più grandi donne americane viventi. Durante la seconda guerra mondiale fu molto attiva con la Croce Rossa. Grace Coolidge morì l'8 luglio 1957 all'età di settantotto anni.